# Lukas Moodysson
Karl Fredrik Lukas Moodysson (ur. 17 stycznia 1969 w Lund) – szwedzki reżyser, scenarzysta, producent i operator filmowy, również pisarz i poeta. W latach 80. należał do grupy poetyckiej zwanej „Banda z Malmö”. Jego pierwszym pełnometrażowym filmem był Fucking Åmål (1998), za który otrzymał wiele nagród.

## Filmografia

### Reżyser

#### Filmy fabularne
- 1998: Fucking Åmål
- 2000: Tylko razem (Tillsammans)
- 2002: Lilja 4-ever
- 2004: Dziura w sercu (Ett hål i mitt hjärta)
- 2006: Kontener (Container)
- 2009: Mamut
- 2013: We Are the Best! (Vi är bäst!)

#### Filmy krótkometrażowe
- 1995: Det var en mörk och stormig natt
- 1996: En uppgörelse i den undre världen
- 1997: Pogawędka (Bara prata lite)

#### Filmy dokumentalne
- 2003: Terrorister – En film om dom dömda[2][3]

## Książki
- 1987: Det spelar ingen roll var blixtarna slår ner (Nieważne gdzie uderzy grom)
- 1988: Och andra dikter (I inne poematy)
- 1991: Kött (Mięso)
- 1996: Mellan sexton och tjugosex (Między szesnaście a dwadzieścia sześć)
- 2002: Vad gör jag här (Co ja tu robię?)